# Chrysotrichia limacabanga
Chrysotrichia limacabanga är en nattsländeart som beskrevs av Wells 1990. Chrysotrichia limacabanga ingår i släktet Chrysotrichia och familjen smånattsländor. Inga underarter finns listade i Catalogue of Life.